# Rudolf Reiser
Rudolf Reiser (* 1941 in Regensburg) ist ein deutscher Historiker und Journalist.

## Werdegang
Rudolf Reiser studierte Geschichte sowie Südost- und Osteuropakunde in München und Wien. 1969 promovierte er bei Karl Bosl mit einer Arbeit zur Kultur- und Gesellschaftsgeschichte der Barockzeit. 1964/65 volontierte er bei der Mittelbayerischen Zeitung. Von 1969 bis 1996 war er Redakteur für Bildung und Wissenschaft bei der Süddeutschen Zeitung.
Er ist Verfasser zahlreicher Bücher und wissenschaftlicher Aufsätze. Schwerpunkte sind die Antike, Ikonographie, bayerische Geschichte und Städtemonographien.
2016 hatte Rudolf Reiser im Historischen Museum in Regensburg ein bislang unbekanntes Gemälde, das Tafelbild „Anbetung der Könige“ dem 1505 bis 1507 in Venedig weilenden Albrecht Dürer zugeschrieben. Das wurde auf einer Pressekonferenz verkündet. In seinem Buch „Rumpelkammer – Schatzkammer“ nannte Reiser zehn Punkte, darunter Motive aus Dürers Briefwechsel mit Pirckheimer, die Präsentation der Nürnberger Burg, Dürers venezianischer Muschelrock, das Monogramm „AD“ etc. Kritiker bezeichneten das Bild weiterhin als ein Werk der sogenannten Donauschule im weiteren Sinne.

## Schriften (Auswahl)
- Adeliges Stadtleben im Barockzeitalter. Internationales Gesandtenleben auf dem Immerwährenden Reichstag zu Regensburg. München 1969
- Löb- und Lästerliches – Ein kleiner Bayernspiegel. 1976
- Regensburg. Stadt mit Vergangenheit. Eine Kulturgeschichte bis 1810. Verlag Friedrich Pustet 1977
- Agilolf oder Die Herkunft der Bayern. 1977
- Alte Häuser – Große Namen. Bruckmann Verlag, München 1978, ISBN 3-7654-1712-2 (Erstauflage; viele Auflagen)
- Die Wittelsbacher in Bayern. Ehrenwirth Verlag München 1978 (mehrere Auflagen)
- Die Wittelsbacher 1180–1918. Bruckmann Verlag 1979 (mehrere Auflagen)
- München – Spuren in die Römerzeit. 1980
- Bayerische Gesellschaft. 1981.
- Die Kelten in Bayern. V. Rosenheimer, 1984.
- Das Ismaninger Schloß. 1984.
- Lehrergeschichte(n). Ein historischer Streifzug von der Germanenzeit bis zur Gegenwart. Ehrenwirth-Verlag München 1984
- Die Agilolfinger. 1985
- Zwei Jahrtausende Bayern in Stichworten. 1988
- Glanzlichter bayerischer Geschichte. 1988
- Tassilo III. 1988
- Alte Häuser – Große Namen Nürnberg mit Fürth und Erlangen. 1990
- München. 1991
- Alte Häuser – Große Namen München. 1991 (überarbeitete Fassung)
- München – Broschüre der Stadt München. 1991 (in drei Sprachen übersetzt)
- Die Kelten in Bayern und Österreich. 1992
- Das Ismaninger Schloß-Museum. 1992
- Die Prunkräume im Ismaninger Schloß. 1994
- Die schöne Regensburgerin. 1995
- Kaiser, Künstler, Kurtisanen. 1995
- Götter und Kaiser – Die antiken Vorbilder Jesu. 1995
- Der Schloßpark in Ismaning. 1995
- Sissi – Liebe und Leid einer Kaiserin. 1997
- Kaiserliche Zeichen und Zeiten. 1997
- Sissi. 1997
- Reisen München. 1997
- Die Thurn und Taxis – Das Privatleben einer Fürsten-Dynastie. Mittelbayerische Druck- und Verlagsgesellschaft 1998
- Klenzes Geheime Tagebücher. 1998
- König und Dame – Ludwig I. und seine 30 Mätressen. 1999
- Kardinal Michael von Faulhaber – Des Kaisers und des Führers Schutzpatron. Buchendorfer Verlag München 2000
- Das Casino der Roseninsel und seine Könige. 2000
- Bayern und Salzburg um Christi Geburt. 2001
- Ohne Bacchus friert die Venus. 2002
- Königsmord am Starnberger See. 2002
- Karl VII. 2002
- Goethe in Bayern. 2003
- Bayern und Pfalz. 2003
- Sonne und Tierkreis – Bayerns Kunst und Kultur im Glanz der Gestirne. 2004
- Klenzes geheime Memoiren. 2004
- Mozart in Bayern. 2005
- König Ludwig I. in Rom. 2005
- Kaiserin Elisabeth – Das andere Bild von Sissi. 2006
- König Ludwig II., Cosima und Richard Wagner. 2006
- Die Schönheitengalerie im Schloß Nymphenburg. 2008
- Starnberger Streiflichter. 2008
- Alte Häuser – Große Namen: Regensburg. MZ-Buchverlag 2008
- Alte Häuser – Große Namen: München. 2009 (völlig neu überarbeitet)
- Streifzüge durch den Bayerischen Wald. 2009
- Begegnungen in München – Innenstadt. 2009
- König Ludwig II. – Mensch und Mythos zwischen Genialität und Götterdämmerung. MZ-Buchverlag 2010
- Begegnungen in München – Schwabing. 2012
- Regensburgs Kathedrale, Spiegel der Weltreligionen. MediaDomain Verlags GmbH 2013
- Begegnungen in München – Bogenhausen. 2014
- Begegnungen in München – Nymphenburg und Nachbarschaft. 2016
- Rumpelkammer – Schatzkammer. Regensburgs Historisches Museum und seine versteckten Bilder von Albrecht Dürer, Albrecht Altdorfer und Wolf Huber. München 2016